# دال شابيت
دال شابيت (هانغل:달샤벳 تكتب Dal★Shabet أو Dalshabet) وهي فرقة فتيات كورية جنوبية، أنتجنت من قبل المنتج الكوري أي-ترايب تحت شركة هابي فيس إنترتيمنت. الفرقة مكونة من 4 عضوات (سابقاً 6) تضم سيري وأه يونغ وووهي وسوبين. الفرقة ظهرت لأول مرة بتاريخ 3 يناير 2011 مع ألبوم سوبا دوبا ديفا.
الفرقة فازت بجائزة أفضل فنان قادم في حفل جوائز القرص الذهبي بدورته 26 بتاريخ 11 يناير 2012 .

## المهنة

### 2011: الظهور وبينك روكيت وبلينق بلينق

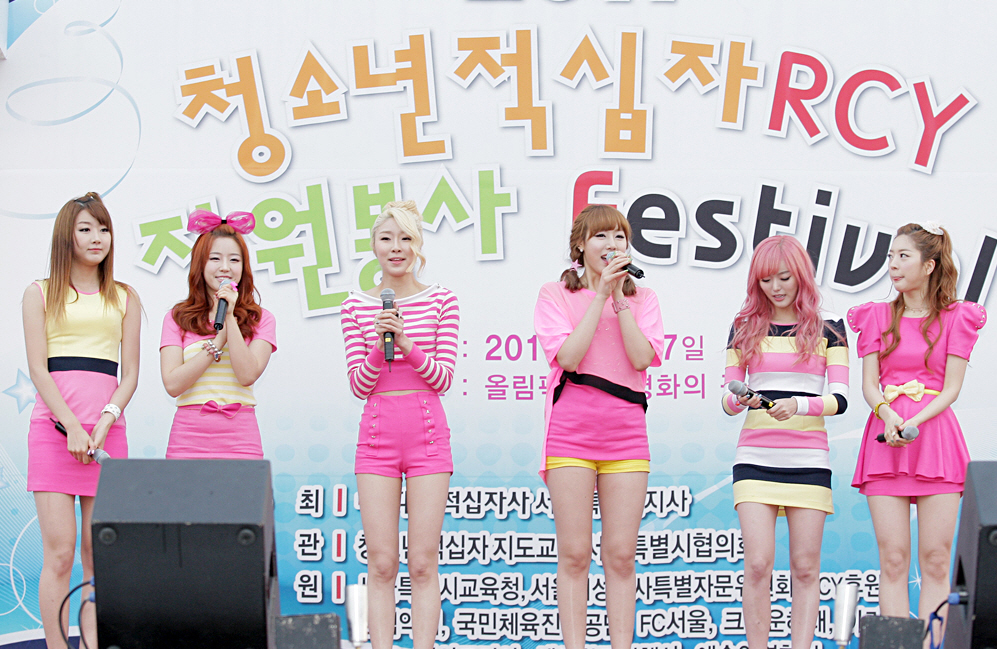
دال شابيت في مهرجان الصليب الأحمر للإحتفال بالشباب في 2011

دال شابيت أفرجوا عن الفيديو الموسيقي لأغنية سوبا دوبا ديفا في 3 يناير 2011 , مما جعلهم أول فرقة أيدول تترسم في سنة 2011., الترويجات لأغنية سوبا دوبا ديفا بدأت في 6 يناير على مسرح إم! كاونت داون., الأغنية أثبتت أنها ناجحة بسبب تصدرها العديد من المخططات والقوائم في البرامج الموسيقية، الترويج للأغنية إنتهى في 14 مارس 2011 , لكن تم الكشف أن الفرقة سوف تعود في شهر أبريل., لاحقاً أغنية سوبا دوبا ديفا تم التصويت لها من قبل فناين مختلفين كثاني أكثر أغنية إدمانية لسنة 2011 , بالإضافة إلى المركز الثاني كأكثر رقصة مشهورة.
في 5 أبريل 2011 , تم الكشف عن مفهوم عودة الفرقة مع أغنية بينك روكيت., المفهوم كان هو عن الفتيات الصارخات والذي يظهر المزيد من الجانب الأنيق والأنثوي للفرقة. في 13 أبريل 2011 أصدر الفيديو الموسيقي للأغنية., الترويجات بدأت في اليوم الذي يليه على مسرح إم! كاونت داون., الترويجات إنتهت في 30 مايو 2011 , لكن الفرقة أخبرت المعجبين أنهم سيصدرون ألبوم أخر في بداية أغسطس.
تم الكشف في 2 أغسطس أن الفرقة سوف تعود مع مفهوم مرح., خلال الأسبوع الأول من أغسطس صور المفهوم تم الكشف عنها بالتدريج. الأزياء الخاص بالمفهوم تحولت بسرعة لمشكلة حيث تم إتهامها بأنها «جنسية جداً» لتبث على التلفاز، مسببة تغير جذري للمفهوم.,  في 10 أغسطس دال شابيت أفرجوا عن الفيديو الموسيقي لأغنية بلينق بلينق., بدأت الترويجات له في تاريخ 12 أغسطس على مسرح ميوزيك بانك., الأغنية أثبتت أنها أنجح أغنية لهم حتى الآن، حتى أنها وصلت لقائمة أفضل عشر في مخطط غاون للموسيقى. ترويجات أغنية بلينق بلينق أنتهت في 6 نوفمبر 2011 , لكن المعجبين طالبوا الفرقة بالعودة بسرعة للمسرح،

### 2012: هيت يو وتغير العضوات وبانق بانق وهاف دونت هاف

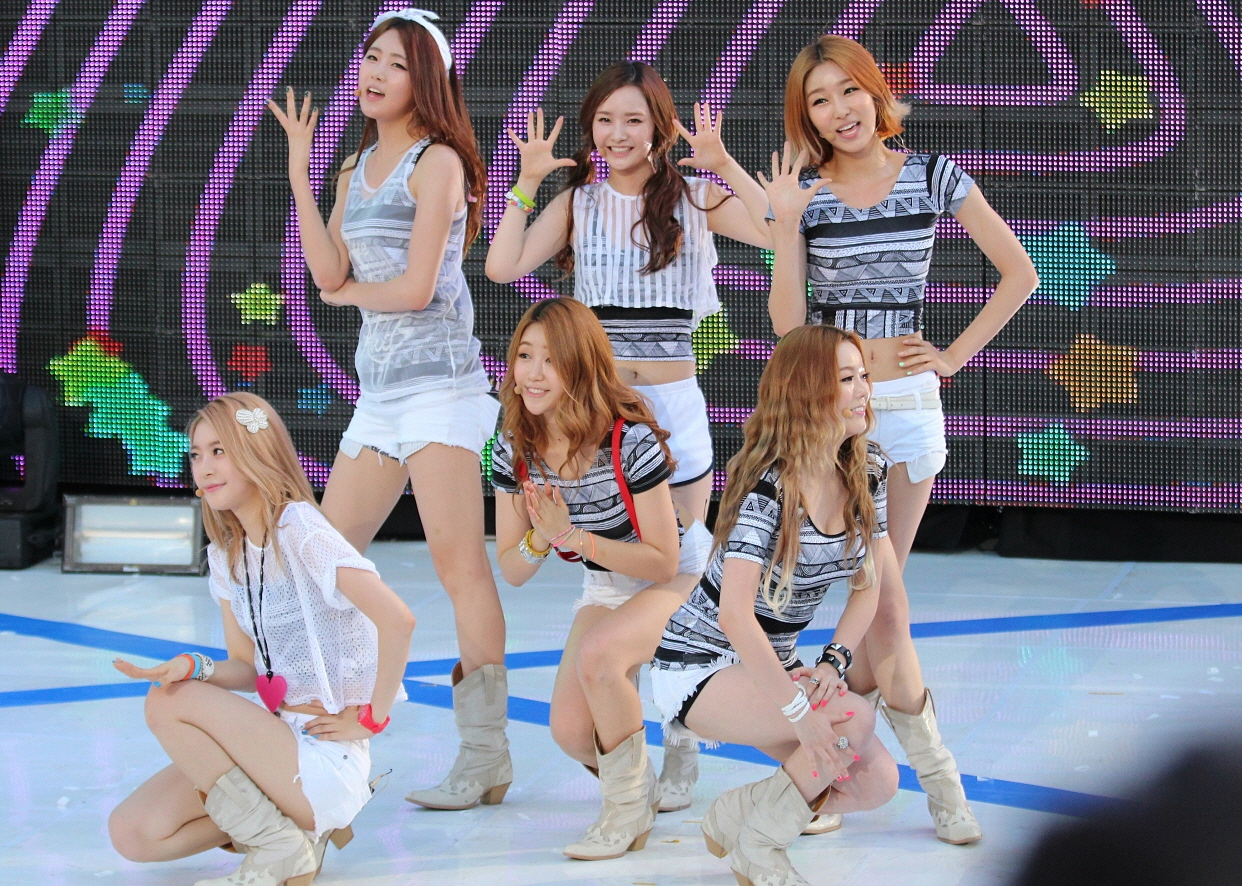
دال شابيت في حفل سوبر إم في 28 يوليو 2012

في بداية يناير تم الإعلان أن دال شابيت سوف يصبحون العارضات الرسميات للماركة الكورية الفاخرة 'SONOVI'.
في 22 مايو 2012 , تم الكشف عن الفرقة تخطط لأصدار ألبومهم الكامل الأول في 6 يونيو 2012 , بعد 3 أيام لاحقة تم الكشف عن قائمة أغاني الألبوم وتم تأكيد أن أسم الألبوم هو «بانق بانق». في 23 مايو تم الإعلان عن أن فيكي سوف تغادر الفرقة لتركز على أنشطتها الفردية، وتم إستبدالها بعضوة جديدة تدعى ووهي قبل موعد العودة., لاحقاً تم التأكيد من قبل متحدث من قبل الشركة أن سيري سوف تكون القائدة الجديدة للفرقة.
في 1 يونيو تم إصدار مقطع فيديو تقديمي للعضوة الجديدة ووهي وهي ترقص على أغنية بيونسيه "Freakum Dress"., في 6 يونيو تم إصدار الفيديو الموسيقي والألبوم., الترويجات ل مستر بانق بانق بدأت في إمكاونت داون في اليوم الذي يليه وإنتهت في 28 يوليو. برنامج ميوزك كور أعلن أن الفرقة سوف تعود في وقت ما من شهر نوفمبر.
في 24 أكتوبر، تم اختيار عضوات دال شابيت كالعارضات الرئيسيات لماركة الهواتف الذكية الصينية "VIVO" 

### 2013: أتز يو وبي إمبشن والقضية
في 15 مايو 2013 , دال شابيت أصدروا أغنية «أتز يو» من أجل دراما «كل هذا بسبب رومانسيتي» لقناة نظام بث سول تم إصداراها كالأغنية الرئيسية للمسلسل.
في 28 مايو 2013 تم الإعلان أن دال شابيت سوف يصدرون ألبوم جديد في 20 يونيو، شركتهم أصدرت بيان تقول فيه: «هذا الألبوم مثالي لفصل الصيف الحار، موسيقى الصيف الباردة سوف تجددكم، سوف يظهرون لكم جانب من أنفسهم لم تروه من قبل»., في 17 يونيو تم الإعلان أن كلمات أغنية بي إمبشن تم حظرها من البث بسبب أنها تحتوي على إيحائات للتواصل الجنسي وسوف يتم تغيرها لتكمل الفرقة ترويجاتها على التلفاز، شركة الفرقة تجاوبت مع الإدعاء وقامت بتغير كلمات الأغنية في نفس اليوم., في 19 يونيو أقامت الفرقة عرض عودتهم للاحتفال بإطلاقهم سادس ألبوم مصغر لهم., في 20 يونيو تم إصدار نسخة الفيزيكال والديجتال من الألبوم بالإضافة إلى الفيديو الموسيقي لأغنية بي إمبشن., الفرقة بدأت الترويج في نفس اليوم وقاموا بأداء أغنيتين في مسرح العودة على برنامج إم! كاونت داون.

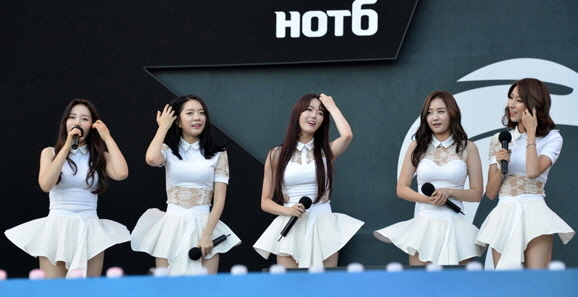
دال شابيت في نهائي صيف هوت6 لول 2014

في 31 ديسمبر تم تحديد أغنية «هاف دونت هاف» كأكثر أغنية لفرقة فتيات تم تشغيلها في متاجر الموضة الكورية في 2013 .

### 2014:  بي بي بي وحادث سيارة سوبين
في 15 ديسمبر 2013 أعلنت شركة هابي فيس أن دال شابيت سوف يعودون في 8 يناير 2014 , مع تغير صادم تم التخطيط له., في 5 يناير الفرقة ظهرت في برنامج «ريل مان» حيث قاموا بأداء أغنيتهم الجديدة غير المصدرة بعد للمجندين., في 8 يناير تم إصدار أغنية بي بي بي ديجتال وفيزيكال مع الفيديو الموسيقي.
بعد تصوير برنامج 9 حتى 6 لصالح قناة إم بي سي إفري وان في 23 مايو 2014 , سوبين دخلت في حادث سيارة في بوسان في طريق عودتها لمدينة سول., وأفاد ممثل عن مركز الإغاثة التي أجابت عن الحادث، «في 23 مايو، في حوالي 07:30، وانقلبت الشاحنة ودمرت تماما. وكان حادث خطير.» وقال ممثل ثان من قسم الشرطة، «يبدو أنه كان بسبب إهمال السائقين. نحن نحقق حاليا.»., تم نقل سوبين إلى أقرب مستشفى ثم لاحقاً نقلت لسول حيث خضعت لعمليات جراحية لإصاباتها.
في 26 سبتمبر 2014 , أعلنت شركة هابي فيس أن دال شابيت الآن يجهزون لتسجيل الألبوم الجديد لعودتهم في نهاية يناير 2015 .
في أكتوبر 2014 , ووهي نقلت للمستشفى وحصلت على جراحة بسبب التهاب الرئة.و يقال بأنها سبق وخضعت لنفس العملية في الماضي وسوف تأخذ استراحة من جميع الأنشطة لكي تتعافى.

### 2015: جوكر إز الايف والترسيم في اليابان وتغير العضوات
ألبوم دال شابيت المصغر الثامن «جوكر إز الايف» تم الإفراج عنه في 15 أبريل وهو إصدارهم الأول بعد مرور سنة و 3 شهور. الأغنية الرئيسية تدعى «جوكر» هي أغنية تمزج ما بين موسيقى الجاز والرقص. في الفيديو الموسيقي تم تصوير العضوات بأنهم فتيات هارليكينز الذين يغون الجوكر الذي يلعب دوره لي سيونغ هو., الفيديو الموسيقي حظر من قبل قناة كي بي سي بسبب الرقص الجريء، وأيضاً كلمات الأغنية بالإنجليزية «جوكر» تعني شيء بذيء بالكورية.
دال شابيت حضروا حفل تينسنت كيبوب لايف الذي كانت تحضره فرقة الفتيات إف إكس (فرقة) في 30 سبتمبر.
دال شابيت ترسموا في اليابان بتاريخ 4 نوفمبر مع أول سنقل لهم «هارد 2 لاف» وألبوم يجمع جميع أغانيهم الناجحة أسموه «الأفضل», أغنية هارد 2 لاف بدأت بالمرتبة 16 في مخطط الأوريكون الياباني في اليوم الأول، والمرتبة 37 في أول أسبوع، باعوا 1737 نسخة منه.
في 8 ديسمبر أعلنت شركة هابي فيس أن العضوتين جايول وكايون سوف يخرجون من الفرقة بعد انتهاء عقودهم., بعدها بيوم أعلنت الشركة أن الفرقة سوف تعود ك4 عضوات للاحتفال بالذكرى الخامسة لترسيمهم في 5 يناير 2016., في 21 ديسمبر أصدرت الشركة صورة ترويجية لعودتهم وتم الكشف أن دال شابيت سوف يعودون مع تاسع ألبوم مصغر لهم «ناتشلرنيس» الذي سيصدر بتاريخ 5 يناير 2016 .

### 2016: ناتشرلنيس
في 5 يناير 2016 أصدرن الفيديو الموسيقي لتاسع ألبوم مصغر للفرقة أفرج على اليوتيوب بعنوان  "Someone Like U". الألبوم تصدر المركز الأول في المخططات اليابانية وفي المركز الرابع في المخططات الصينية «يّنيوتاي» كذلك فازن بجائزة «أفضل فنان آسيوي جديد» في جوائز أسطوانة الذهبية اليابانية.
في 29 سبتمبر 2016 أصدرن عاشر ألبوم مصغر لهن بعنوان FRI. SAT. SUN. الألبوم متكون من 5 أغاني مع الفيديو كليب الذي يحمل نفس أسم الألبوم.

## العضوات

### الحاليات
- بي ووهي (배우희)

### السابقات
- فيكي (قانغ أيون هي 강은혜)
- تشو كا يون (조가은)
- جايول (يانغ جيونغ يوون 양정윤)
- بارك سوبين (박수빈)[44]
- سيري (بارك مي يون 박미연)
- أه يونغ (تشو جا يونغ 조자영)

### الخط الزمني للعضوات
| العضوات | 2011  | 2012 | 2012  | 2013 ~ 2014 | 2015     | 2015     | الحاضر |
| العضوات | يناير | مايو | يونيو | 2013 ~ 2014 | 8 ديسمبر | 9 ديسمبر | الحاضر |
| ------- | ----- | ---- | ----- | ----------- | -------- | -------- | ------ |
| فيكي    |       |      |       |             |          |          |        |
| سيري    |       |      |       |             |          |          |        |
| آه يونغ |       |      |       |             |          |          |        |
| جايول   |       |      |       |             |          |          |        |
| ووهي    |       |      |       |             |          |          |        |
| كايون   |       |      |       |             |          |          |        |
| سوبين   |       |      |       |             |          |          |        |

## الإصدارات
- 2012 : بانغ بانغ

## الظهور

### الأفلام
| السنة | العنوان            | الدور                |
| ----- | ------------------ | -------------------- |
| 2012  | إذاعة رائعة (فيلم) | فتيات الكروبي (ظهور) |

### برامج الواقع
| السنة | العنوان                 | القناة               | الدور   |
| ----- | ----------------------- | -------------------- | ------- |
| 2011  | Sweet Sweet Story       | KukiTV               | بأنفسهم |
| 2011  | Cool Friends            | SBS MTV              | بأنفسهم |
| 2014  | A Date with K-pop Stars | MediaCorp, Channel M | بأنفسهم |

## الجوائز والترشيحات
| السنة | الاسم                                            | الفئة                         | النتيجة | المرجع |
| ----- | ------------------------------------------------ | ----------------------------- | ------- | ------ |
| 2011  | 19th Republic of Korea Entertainment News Awards | Popularity Award              | فوز     | [ 45 ] |
| 2011  | 2011 Bugs Music Awards                           | Best Rookie                   | فوز     | [ 46 ] |
| 2011  | Soompi Gayo Awards                               | Top 50 Songs - #41            | فوز     | [ 47 ] |
| 2011  | Soompi Gayo Awards                               | Top New Artists of 2011       | فوز     | [ 47 ] |
| 2011  | 13th Mnet Asian Music Awards                     | Best New Female Artists       | رُشِّح     | [ 48 ] |
| 2012  | GALLUP Korea                                     | Best New Female Group of 2011 | فوز     | [ 49 ] |
| 2012  | 26th Golden Disk Awards                          | Rookie Award                  | فوز     | [ 50 ] |
| 2012  | Ministry of Health and Welfare                   | Campaigning Award             | فوز     | [ 51 ] |
| 2012  | allkpop awards                                   | Rising Star Award             | فوز     | [ 52 ] |
| 2013  | Homme Music Award                                | #1 Played Song                | فوز     | [ 53 ] |
| 2016  | Japan Gold Disc Award                            | Best New Asian Artist         | فوز     | [ 54 ] |
| 2016  | MAXIM K-Model Award                              | Best Cover Model Award        | فوز     | [ 55 ] |

## روابط خارجية
- دال شابيت على موقع ميوزك برينز (الإنجليزية)
- دال شابيت على موقع أول ميوزيك (الإنجليزية)
- دال شابيت على موقع ديسكوغز (الإنجليزية)